# DOES
DOES est un groupe japonais formé, en 2000, d'un chanteur/guitariste Wataru Ujihara, du bassiste Yasushi Akatsuka et enfin du batteur Keisaku Morita.
Le groupe sortit son premier  single "Ashita wa Kuru no Ka" en 2004, mais ils ne furent découverts du grand public qu'en 2007 grâce à la sortie du single "Shura" 5e ending et le 5e opening "Donten" (Donten, classé 3e des ventes de CD au japon en 2008) de Gintama. Plus récemment ils participèrent à l'OST de CROWS Zero II et y font une brève apparition.

## Membres
- Wataru Ujihara (氏原 ワタル, Ujihara Wataru?): Frontman, guitare
- Yasushi Akatsuka (赤塚 ヤスシ, Akatsuka Yasushi?): Guitare basse
- Keisaku Morita (森田 ケーサク, Morita Kēsaku?): Batterie

## Discographie

### Albums
- NEWOLD [8 novembre 2006]
- Subterranean Romance [18 novembre 2007]
- World's Edge [29 avril 2009]
- Singles [21 juillet 2010]
- MODERN AGE [15 décembre 2010]

### Singles
- Ashita wa Kuru no Ka [6 septembre 2006]
- Akai Sunday [1er novembre 2006]
- Sangatsu [21 mars 2007]
- Shura [16 mai 2007] ~Ending 5 de Gintama~
- Subterranean Baby Blues [31 octobre 2007]
- Donten [18 juin 2008] ~Opening 5 de Gintama~
- Hi wa Mata Noboru [22 octobre 2008]
- Sekai no Hate / Tōchi Raitā [8 avril 2009]
- Know know know - Opening 17 de Gintama
- Guren- Opening 15 de Naruto shippuden [2014]

### Titre
- DOES [5 mars 2004]
- outside [20 février 2005]
- fish for you [9 juin 2005]
- FISH FOR YOU #2 [8 mars 2006]